# Kleine Astmantis

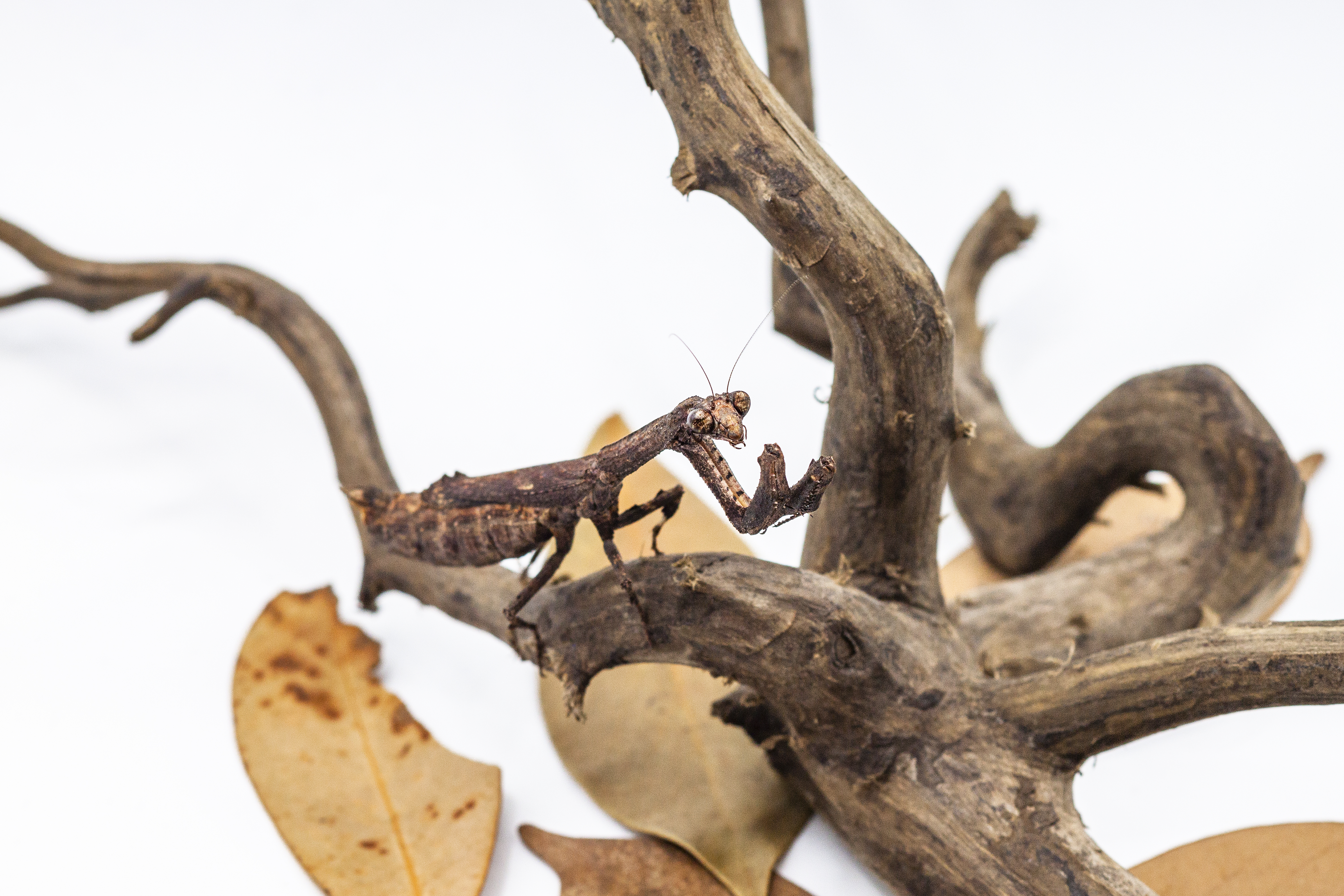
Adultes Weibchen auf einem Zweig in typischer Haltung

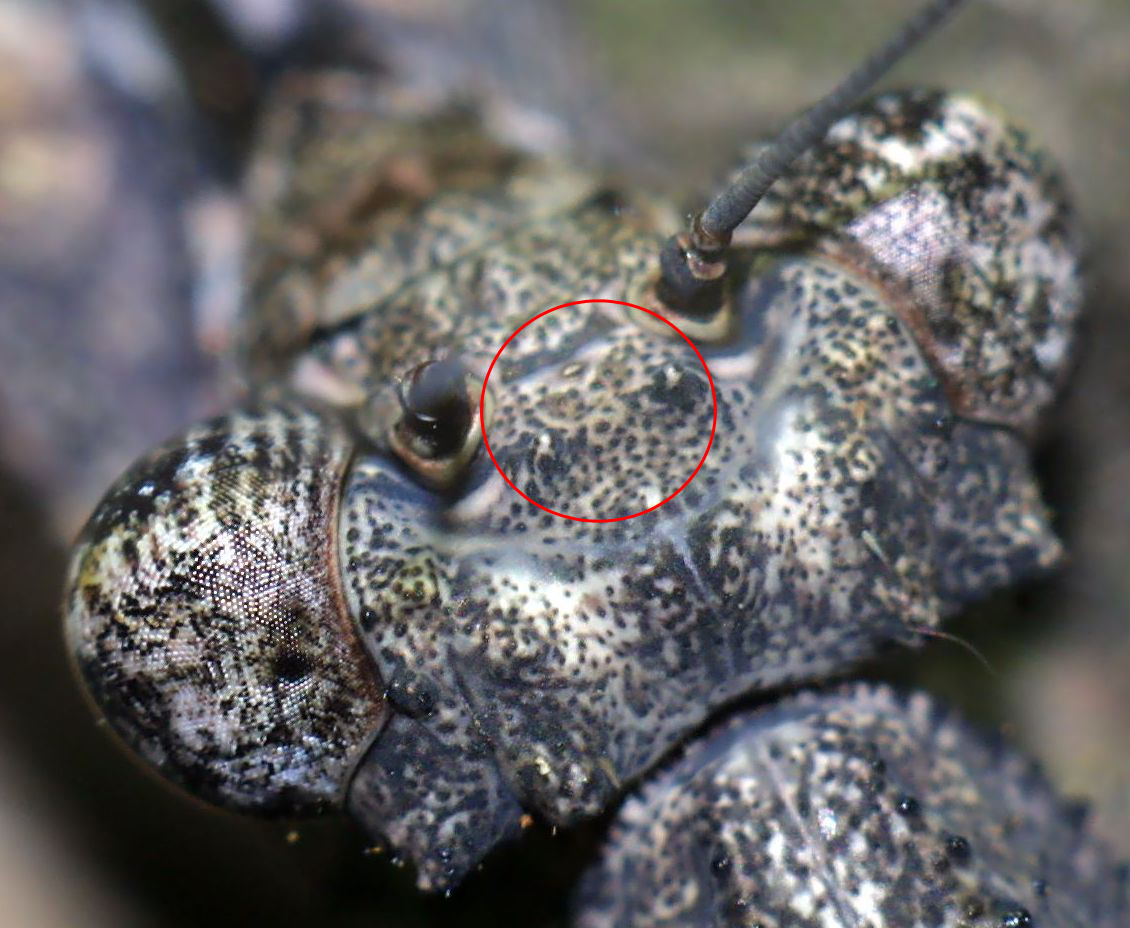
Ocelli

Abdomen von Popa spurca crassa im Larvenstadium, (links: weibliches Tier; rechts: männliches Tier)

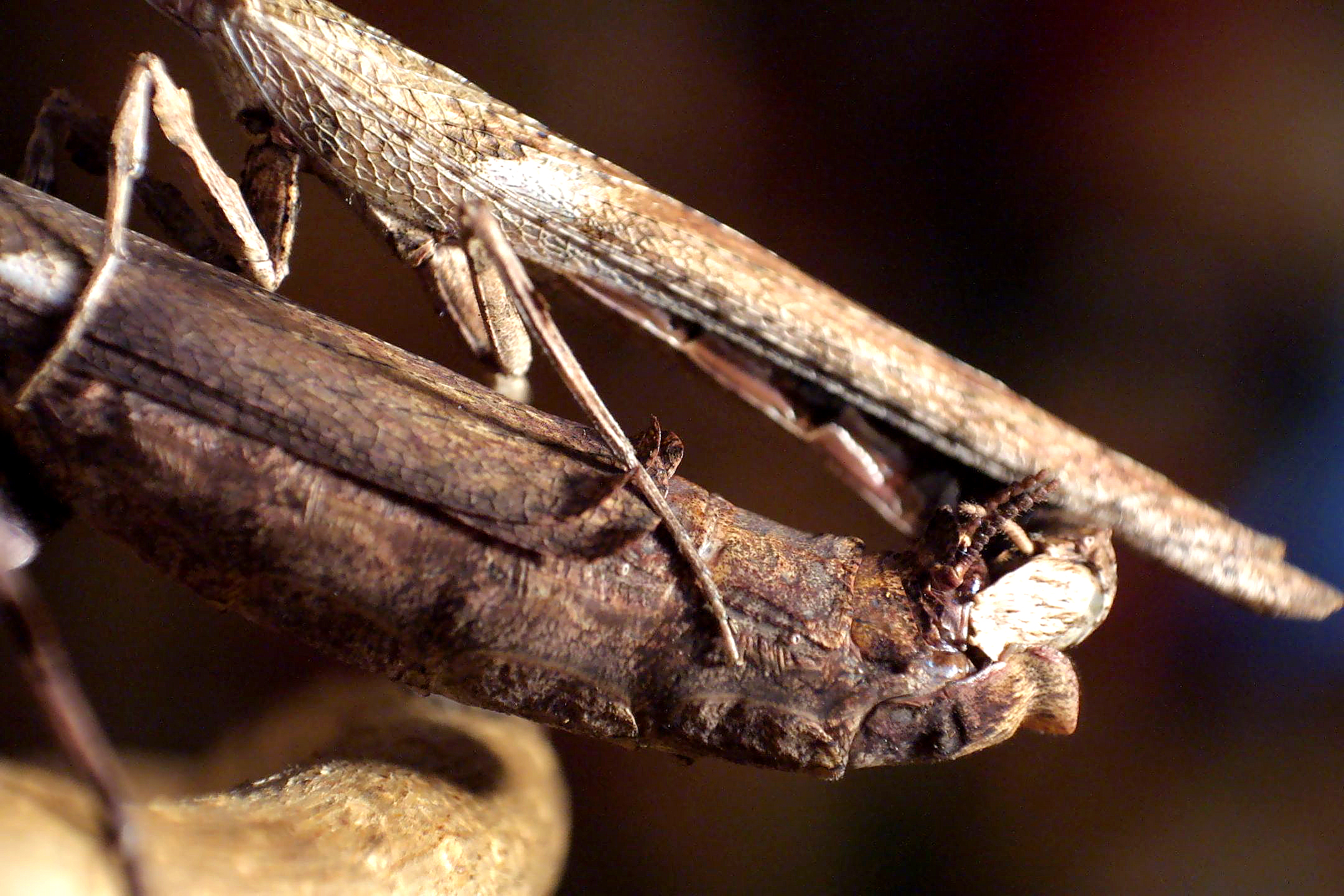
Detailaufnahme der Kopulation

Die Kleine Astmantis (Popa spurca, engl. Twig Mantis) ist eine ostafrikanische Art der Fangschrecken (Mantodea). Ihren Namen verdankt sie ihrem Äußeren, das das Erscheinungsbild von Zweigen imitiert. Sie kommt in Trockengebieten vor, wo sie in Sträuchern und auf Bäumen auf Insekten und andere Kleintiere lauert.

## Merkmale
Die Kleine Astmantis erhält ihren Namen durch ihr Aussehen, welches sie wie einen Ast erscheinen und so in ihrem Habitat unauffällig (Tarnung) werden lässt. Besonders auffällig sind der dreieckige Kopf mit den großen, seitlich angeordneten Komplexaugen, der stark verlängerte Prothorax und die Streifenfärbung im verdeckten Bereich der Vorderhüfte. Der Kopf der Tiere ist sehr beweglich, sie können ihn um fast 180° drehen. Die großen, versetzt angeordneten Augen ermöglichen stereoskopisches sehen und stellen das wichtigste Sinnesorgan zur Jagd und zum genauen Lokalisieren der Geschlechtspartner dar. Zwischen den Antennen befinden sich drei zusätzliche Punktaugen, sogenannte Ocellen, mit denen die Tiere Helligkeitsunterschiede registrieren. Prothorax und Abdomen des Tieres sind fast gleich lang und die Cuticula ist sehr rau und ungleichmäßig gestaltet. Durch die längliche, dünne Form des gesamten Körpers, gleicht das Aussehen einer kleinen Astgabel. Während die beiden hinteren Beinpaare, welche mit kleinen Anhängen versehen sind, als Schreitbeine gestaltet sind, sind die Vorderbeine, welche sich im vorderen Bereich des Prothorax befinden, zu Fangbeinen umgebildet, Femur und Tibia sind mit Dornen zum Festhalten der Beute besetzt. Die weit nach vorne verlagerten Fangbeine wirken bei diesen Tieren eher wie Arme, da sie frei beweglich sind und sehr weit von den Schreitbeinen entfernt sind. Als Imago besitzen die Tiere zwei Flügelpaare, die weiblichen Tiere sind allerdings nicht flugfähig, da ihre Flügel zu klein sind. Die Flügelansätze lassen sich bereits in den präadulten Stadien erkennen.
Frischgeschlüpfte Larven haben eine Größe von 6–7 mm. Die adulten Weibchen werden mit 7,5–8 cm etwas größer als die Männchen, welche nur 6,5–7 cm erreichen. Die Färbung der Cuticula reicht je nach lokaler Population und Umgebung von braun über grau bis fast schwarz, es sind auch gemusterte Tiere möglich.

## Fortpflanzung
Das Geschlecht lässt sich bei dieser Fangschreckenart schon im Larvenstadium relativ einfach bestimmen, da das Abdomen des Weibchens speerartig endet, während das des Männchens eher schlank verläuft. Außerdem besitzen die Männchen einen hellen Streifen am Ende des Abdomens, der beim weiblichen Tier kaum zu erkennen ist oder ganz fehlt. Im adulten Stadium sind weibliche Tiere meist größer und wesentlich kräftiger gebaut als die Männchen, außerdem überragen ihre Flügel, anders als beim Männchen, nicht das Abdomen. Auch unterscheiden sich die Geschlechter in jedem Larvenstadium durch die Anzahl der Sternite, sie beträgt im Adultstadium bei den weiblichen Tieren 6 und bei den männlichen 8.
Die Weibchen sind ca. 14 Tage nach der Imaginalhäutung paarungsbereit, die Männchen bereits nach etwa 10 Tagen. 1 bis 5 Tage nach der etwa 6 Stunden dauernden Kopulation legt das Weibchen im Abstand von 3 bis 4 Wochen bis zu 8, ca. 2 cm große, flache, graue Ootheken (Eipakete) ab, aus denen vier bis fünf Wochen später bis zu 135, durchschnittlich jedoch 90 – 110, Larven schlüpfen.

## Entwicklung
Die Lebenserwartung beträgt bei weiblichen Tieren insgesamt etwa 11 Monate (5 als Larve und 6 als Adult) und bei männlichen Tieren insgesamt etwa 6,5 Monate (4,5 im Larven Stadium und ca. 2 im Adulten). In dieser Zeitspanne häutet sich das Weibchen etwa 9-mal und das Männchen ca. 8-mal, hierzu hängen sich die Tiere kopfüber an einen Ast oder Ähnliches (siehe Abb.). Nach abgeschlossener Häutung ziehen sich die Tiere an der alten Haut hoch und bleiben noch eine Weile in der Nähe hängen, damit ihre Außenhülle aushärten kann. Die Cuticula der Tiere ist nach der Häutung stets etwas heller und bekommt erst nach einigen Stunden ihre eigentliche Farbe. Nach der Imaginalhäutung – dies ist die letzte Häutung, bei der die Tiere Flügel bekommen –  werden sie als Imago oder Adult bezeichnet.

## Verbreitung
Diese Mantidenart lebt in Äthiopien, Kenia, Madagaskar, Malawi, Somalia, Tansania, Uganda, wobei die Erstbeschreibung sich auf ein Tier aus Kenia bezieht. Ihr Lebensraum sind Sträucher und Büsche in trockenen Gebieten.

## Verhalten
Die Kleine Astmantis sitzt oft stundenlang mit weit nach vorne gestreckten Fangbeinen völlig regungslos auf Ästen und lauert auf Beute (siehe Abb.), welche vorwiegend aus Insekten besteht. Es wird allerdings alles als Nahrung betrachtet, was gleich groß oder kleiner ist, hier wird auch bei Artgenossen und Amphibien keine Ausnahme gemacht, teilweise fallen der Mantis sogar Tiere zum Opfer, welche größer als sie selbst sind. Wenn die Beute in Reichweite der Fangbeine kommt, wird sie gepackt und festgehalten. Allerdings wird die Nahrung auch aktiv gejagt, wobei die Mantis sich an das Beutetier heran pirscht, bis es in Reichweite ist und dann blitzschnell mit den Fangbeinen zuschlägt. Schnelle oder flüchtende Beutetiere werden zum Teil auch mit Hilfe von kurzen Sprints und Sprüngen gefangen. Die Nahrung wird lebend verspeist, da die Tiere keinerlei Gift oder ähnliches besitzen.
Bei Gefahr streckt die Astmantis die Fangbeine gerade nach vorne und presst sich an den Untergrund um noch besser mit ihm zu verschmelzen. Sie verlässt sich so stark auf ihre Tarnung, dass sie oft sogar bei Berührung völlig regungslos verharrt. Sehr selten drohen die Tiere auch bei Gefahr, um Fressfeinde zu erschrecken. Dabei wird die sonst nicht sichtbare Streifenfärbung im Bereich der Vorderhüfte präsentiert und adulte Tiere stellen zusätzlich die Flügel auf. Dieses Verhalten lässt sich allerdings nur bei adulten Tieren beobachten, die Larven verlassen sich gänzlich auf ihre Tarnung.

## Systematik
Von dieser Art gibt es zwei Unterarten, neben der 1856 beschriebenen Nominatform noch die 1917 von Ermanno Giglio-Tos beschriebene Popa spurca crassa.

## Bilder

Weibliches Tier
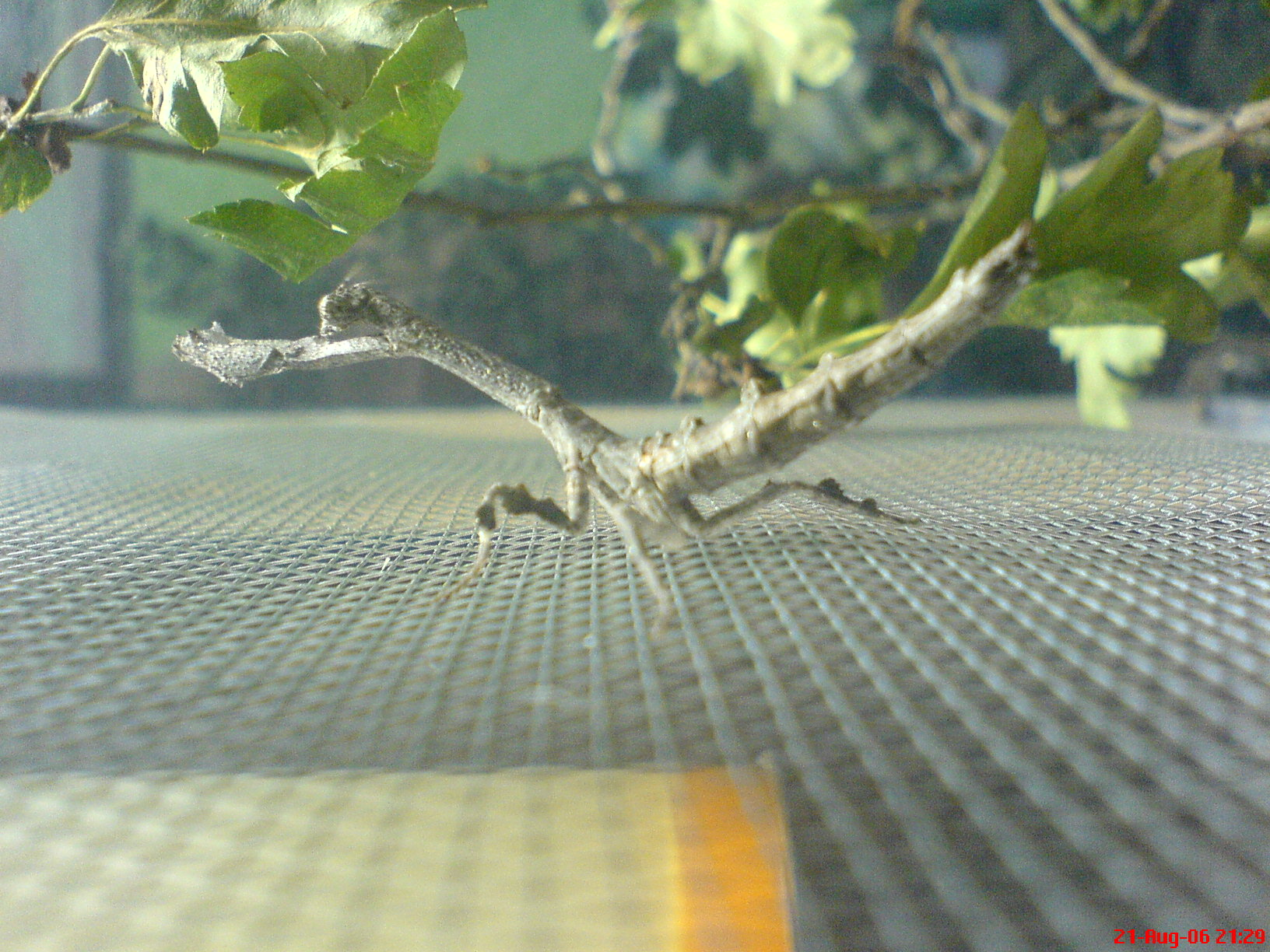
L5 mit weit nach vorne gestreckten Fangarmen
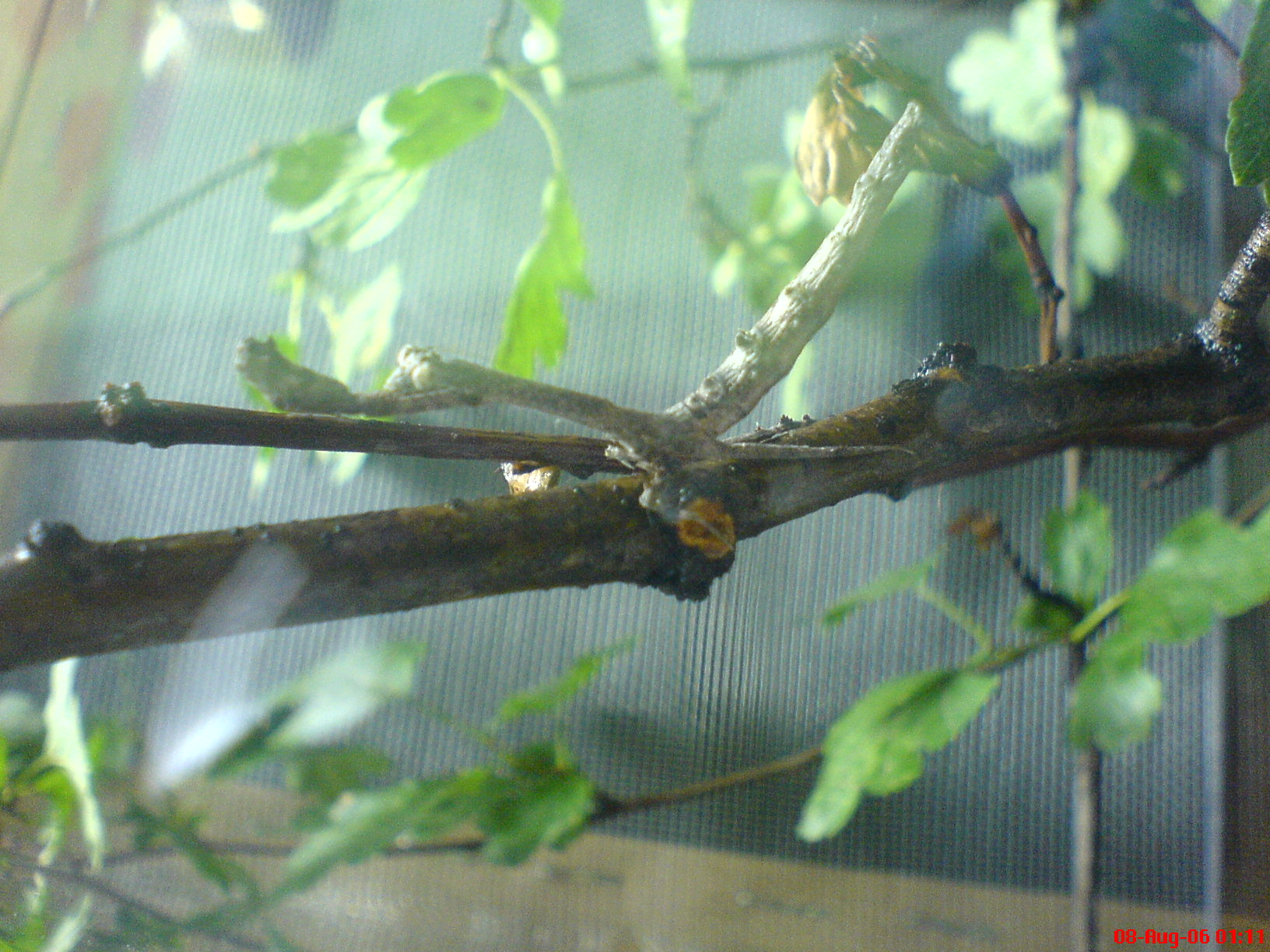
ca. L5 in Schreckhaltung
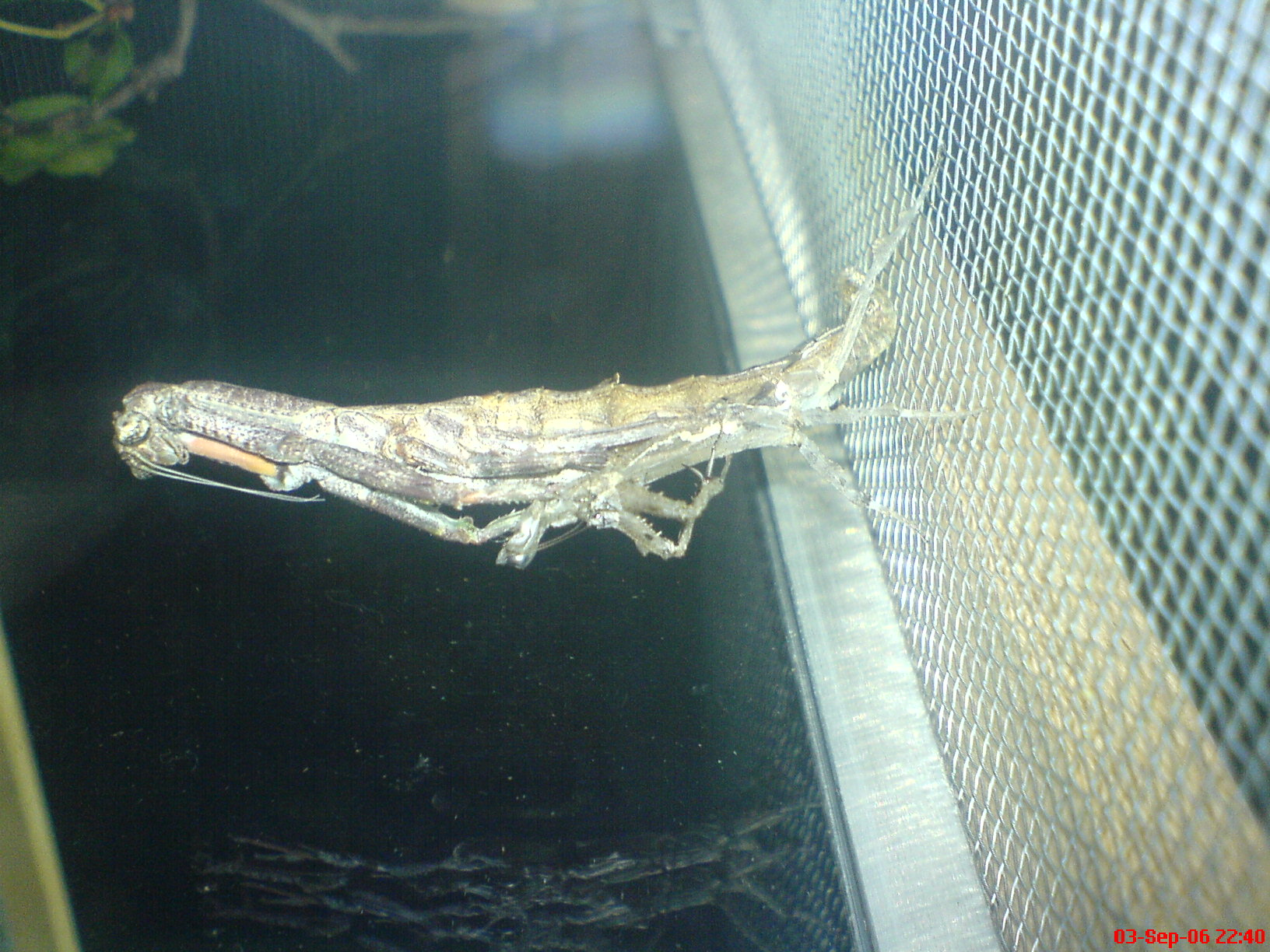
L6 bei der Häutung
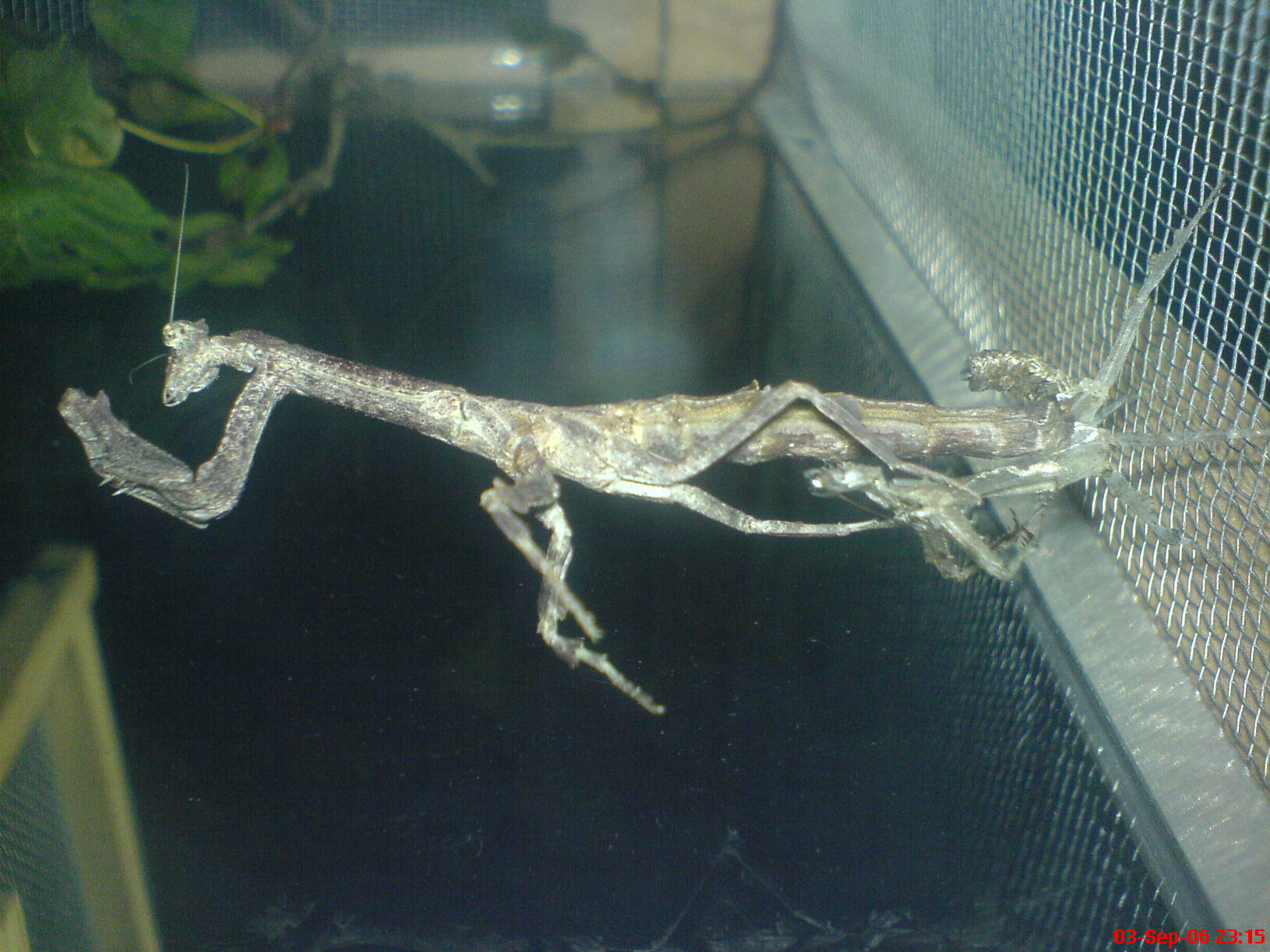
L6 bei der Häutung
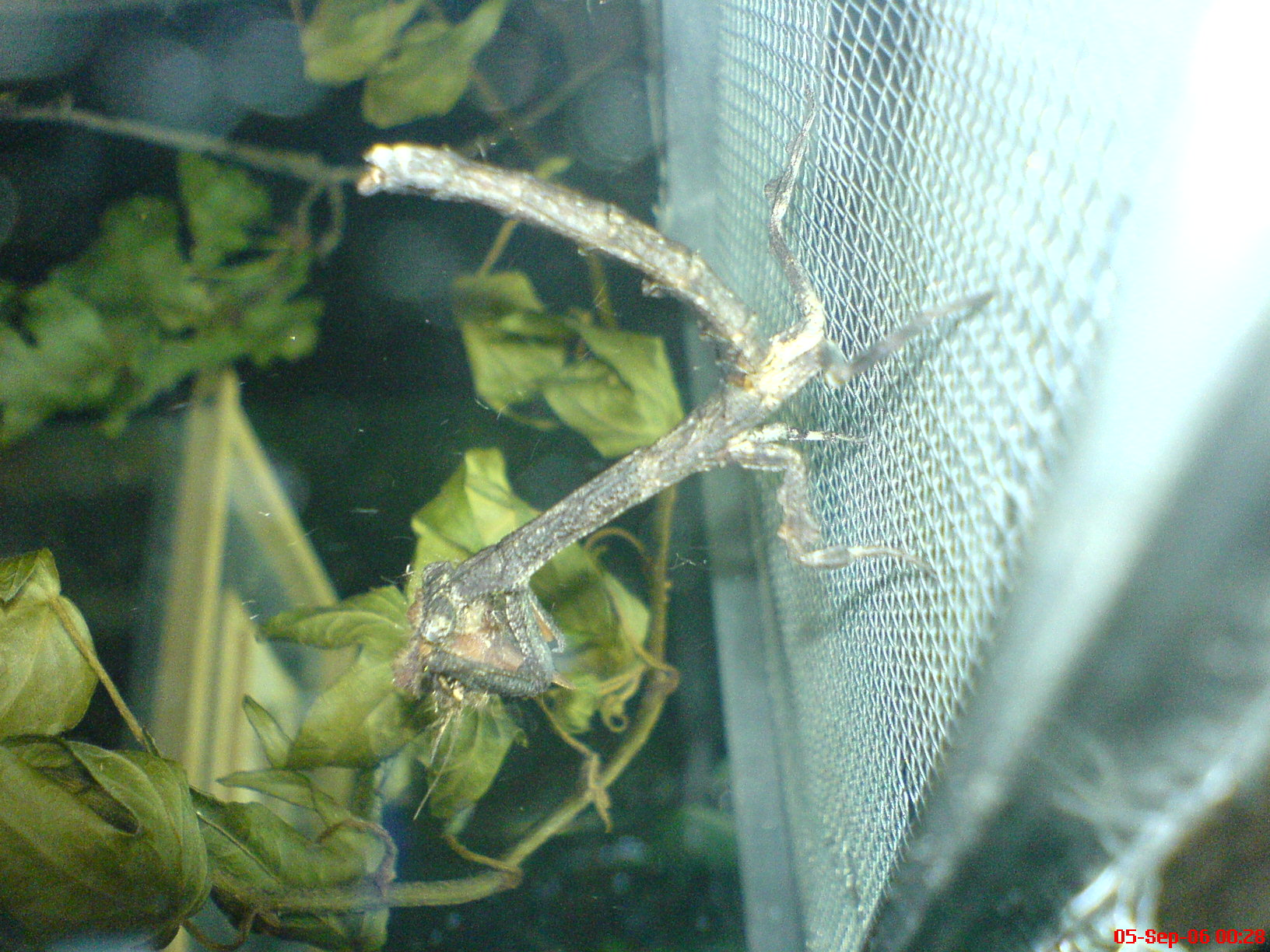
ca. L7 mit Falter
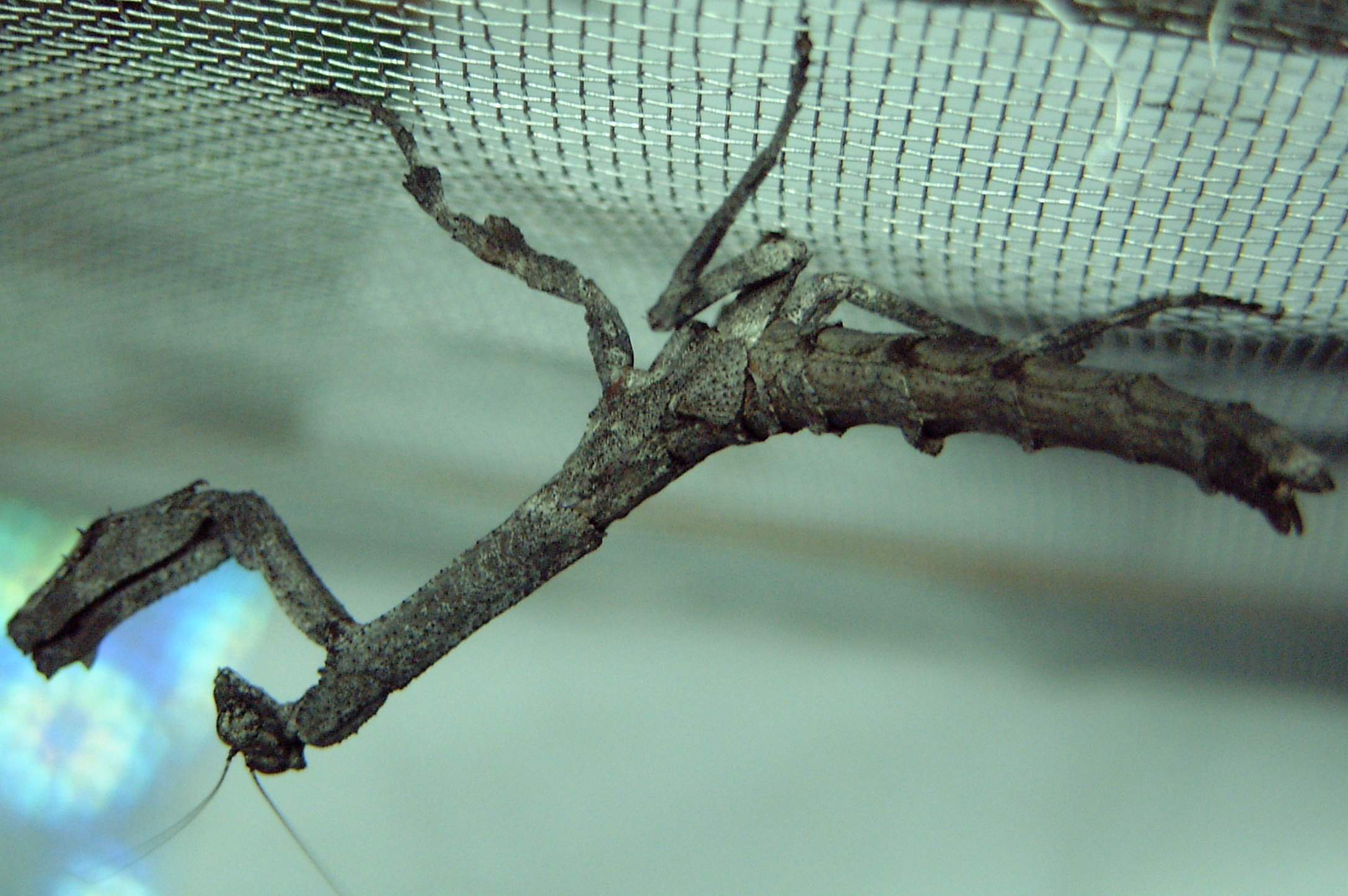
Subadultes Tier
Flügelansätze bei einem subadulten Tier

Weitere Bilder
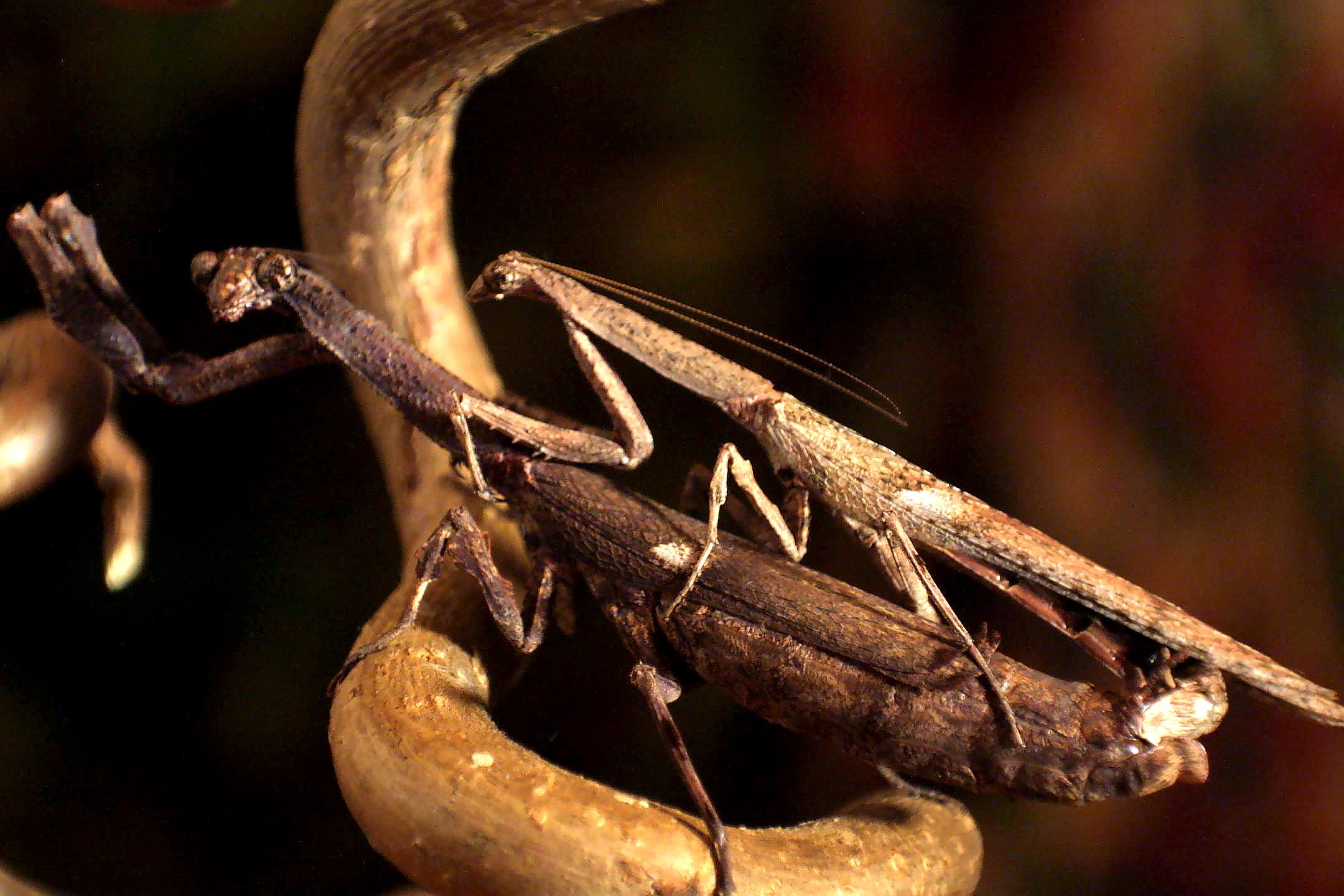
Paar bei der Kopulation
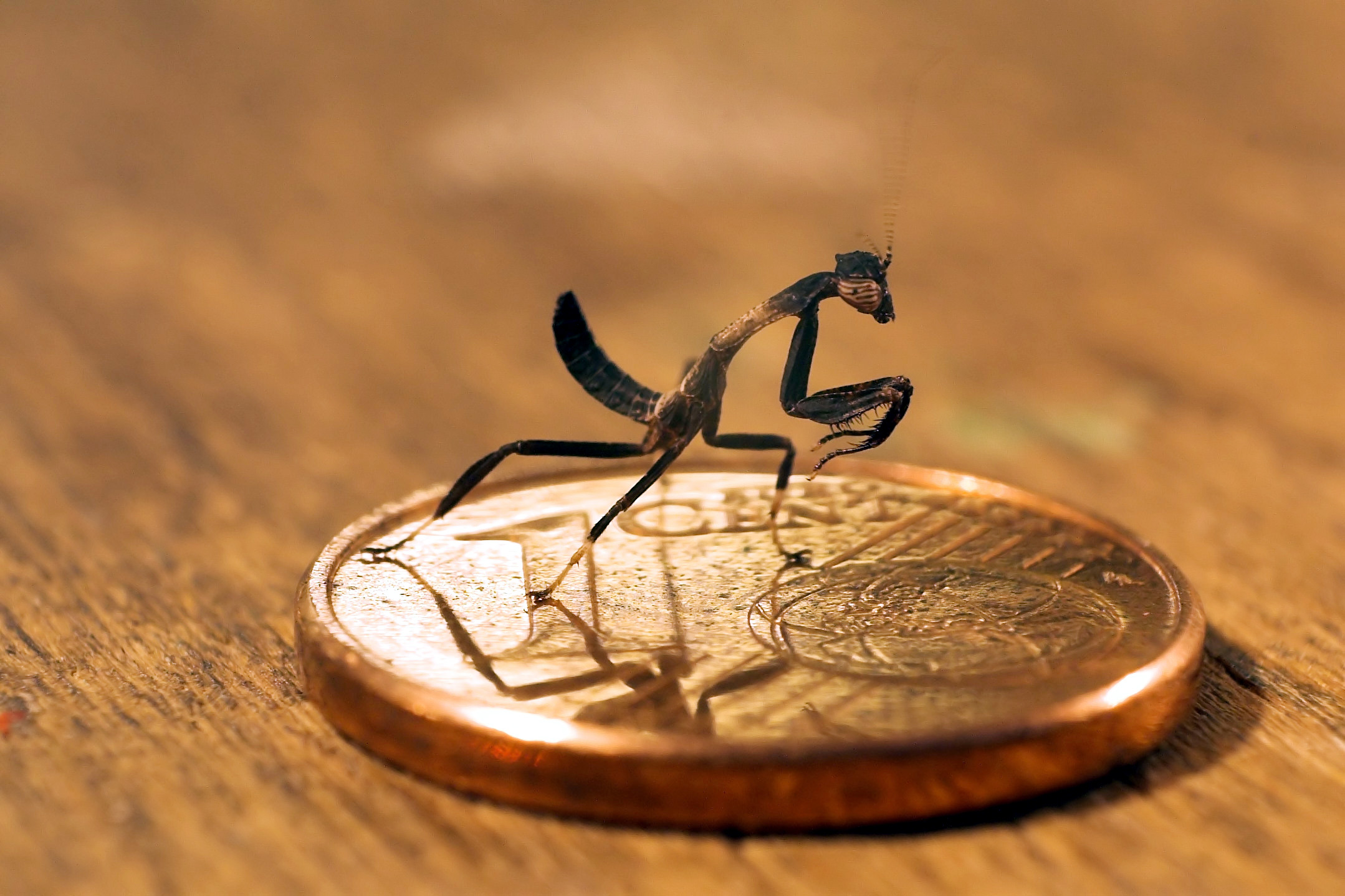
L1 kurze Zeit nach dem Schlupf